# Let It Be (film)
A Let It Be egy 1970-es brit dokumentumfilm a The Beatles főszereplésével, Michael Lindsay-Hogg rendezésében. A film a csoport 1969 januárjában megtartott próbáit és rögzített dalait dokumentálja a tizenkettedik, egyben utolsó stúdióalbumukhoz, a Let It Be-hez. A film tartalmaz egy be nem jelentett tetőkoncertet, ami az együttes utolsó nyilvános fellépése volt.
A filmet eredetileg televíziós dokumentumfilmnek tervezték, amely egy koncertközvetítést kísért volna. Amikor a koncertközvetítés terveit elvetették, a projekt játékfilmmé vált. Bár a film nem foglalkozik a csoporton belüli akkori nézeteltérésekkel, bepillantást enged abba a dinamikába, amely szétválásukhoz vezetne. A film bemutatása után John Lennon, Paul McCartney, George Harrison és Ringo Starr elnyerte a legjobb eredeti filmzenének járó Oscar-díjat.
A Let It Be című film az 1980-as évek óta nem volt hivatalosan elérhető házi videón, habár a film eredeti és bootleg kópiái és a korai próbálkozások még mindig keringenek, hogy a filmet DVD-n és Blu-ray-n hivatalosan is kiadják, de ez azóta se valósult meg. A Let It Be számára forgatott felvételeket később felhasználták Peter Jackson 2021-es The Beatles: Get Back című dokumentumfilmjéhez.

## Tartalom
A film első részében a zenekar a Twickenham Filmstúdió hangszínpadán próbál. A dalok feldolgozása folyamatban van, és a zenekar tagjai között megbeszélések zajlanak a fejlesztésük módjairól. McCartney uralja az eljárást, míg bandatársai viszonylag csekély érdeklődést mutatnak. Feltűnik még Mal Evans, aki a kalapácsütéseket adja a Maxwell's Silver Hammer-en, és Yoko Ono is Lennon oldalán.
Egy ponton úgy tűnik, McCartney kritizálja Harrison gitárszólamát a Two of Us-ban, és enyhén feszült beszélgetés zajlik le közöttük. McCartney azt mondja: „Mindig hallom, hogy idegesítelek téged”, és elmondja Harrisonnak, hogy nem ez a szándéka. Harrison azt válaszolja, hogy McCartney már nem bosszantja, és megelégszik azzal, hogy azt játssza, amit akar, vagy ha egyáltalán nem játszik.
A The Beatles egyenként érkezik meg az Apple főhadiszállására, ahol megkezdik a stúdiófelvételi folyamatot Harrison For You Blue című dalával, miközben Lennon Lapsteel gitáron játszik. Starr és Harrison az Octopus's Garden szerkezetén dolgoznak, majd bemutatják George Martinnak. Billy Preston kíséri a bandát számos rock and roll feldolgozás rögtönzött feldolgozásán, valamint Lennon Dig It című rögtönzött jamén, míg Linda Eastman lánya, Heather a stúdióban játszik. Lennon csendben hallgatja, miközben McCartney aggodalmának ad hangot amiatt, hogy a banda hajlandó maradni a stúdióban. A Beatles stúdiómunkáját a Two of Us, a Let It Be és a The Long and Winding Road teljes előadásával zárja.
A film utolsó részében a Beatles és a Preston be nem jelentett koncertet ad a stúdió tetejéről. Előadják a Get Back, a Don't Let Me Down, az I've Got a Feeling, a One After 909 és a Dig a Pony című dalokat, melyeket az utcákon gyülekező meglepett londoniak reagálnak és megjegyzéseket fűznek hozzá . A rendőrség végül feljut a tetőre, és megpróbálja lezárni a műsort, mivel ez megzavarta a közeli vállalkozások ebédidejét. A koncert a háztetőn lévők tapsával és Lennon viccelődésével zárul: "Szeretnék a csapat és a magunk nevében köszönetet mondani, és remélem sikeres volt a meghallgatás!"

## Produkció

### Előkészület

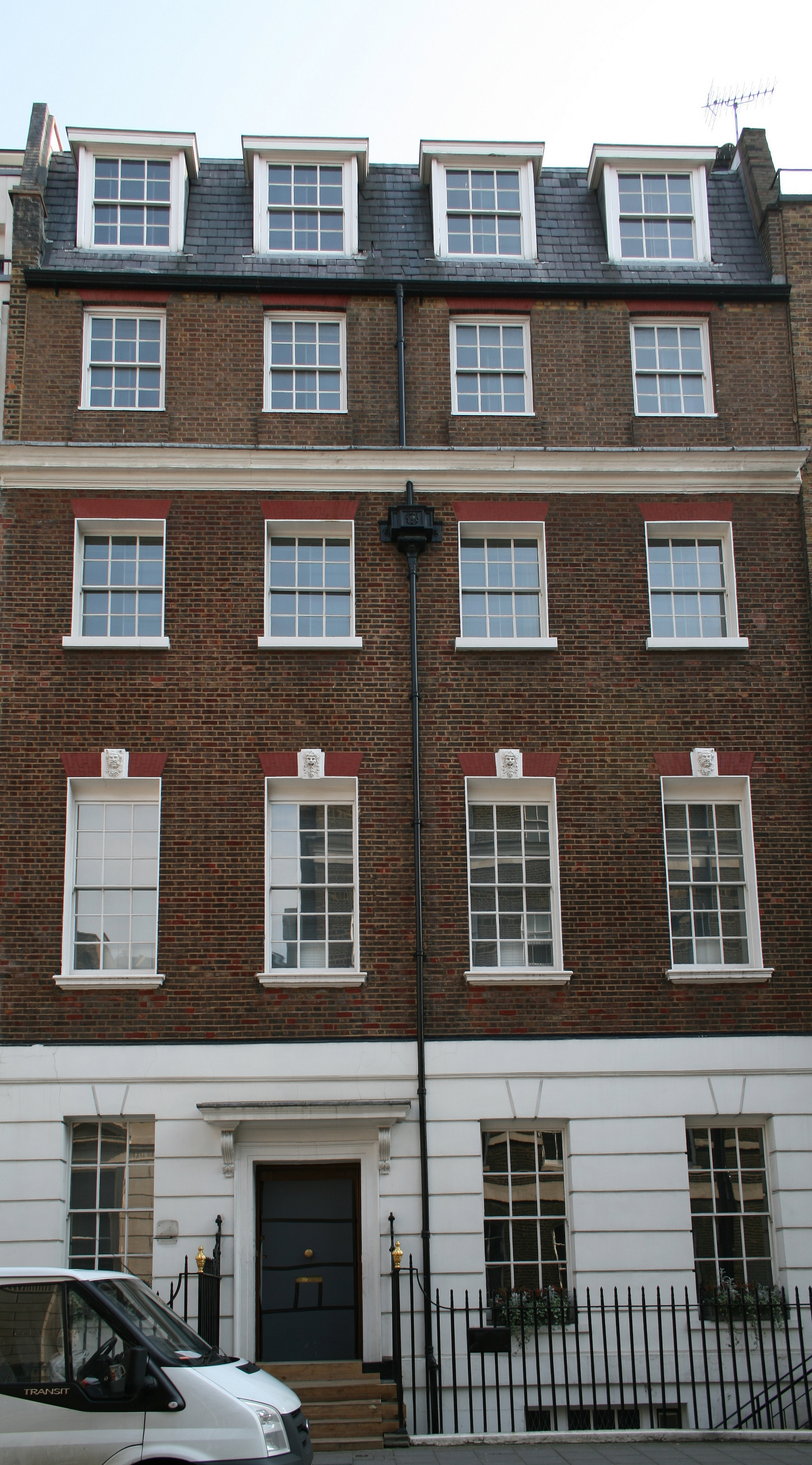
Az egykori Apple székház a Savile Row 3. szám alatt, 2007-ben.

Miután a The Beatles (más néven Fehér Album) stresszes felvételei 1968 októberében befejeződtek, McCartney arra a következtetésre jutott, hogy a csoportnak vissza kell térnie a gyökerekhez a következő projekt során. A terv az volt, hogy élő előadást tartanak új dalokkal, amelyeket televíziós különkiadásként közvetítenek, és albumként rögzítik. Legutóbbi albumaikkal ellentétben az új anyagukat úgy tervezték meg, hogy jól működjenek együtt, anélkül, hogy túlszinkronizálnák vagy más felvételi trükköket használnának. Lennon helyeselte az ötletet, míg Harrison, aki az év utolsó hónapjait Los Angelesben töltötte egyetértett abban, hogy a felvételek "új megközelítése" megérdemelt.
A koncert helyszínével kapcsolatban sok ötlet fogalmazódott meg. Szóba kerültek a hagyományos helyszínek, mint például a londoni The Roundhouse, de szóba kerültek a szokatlanabb helyszínek is, például egy használaton kívüli lisztmalom és egy óceánjáró. A legnagyobb figyelmet kapott egy római amfiteátrum a líbiai Sabrathában. Egyik ötlet sem váltott ki egyöntetű lelkesedést, és mivel Starr közelgő szerződése A csodatevő (1969) című filmhez az időt behatárolta, megállapodtak abban, hogy megkezdik a próbákat a koncert helyszínének határozott döntése nélkül.
Denis O'Dell, az Apple filmes részlegének vezetője azt javasolta, hogy a próbákat 16 mm-ben forgatják le, hogy a különálló "Beatles at Work" című televíziós dokumentumfilmhez használják fel, amely kiegészíti a koncertközvetítést. A forgatás megkönnyítése érdekében a próbákra a londoni Twickenham Filmstúdióban kerül sor. Michael Lindsay-Hoggot vették fel a rendezőnek, aki korábban a Beatlesszel dolgozott a Paperback Writer, a Rain, a Hey Jude és a Revolution promóciós filmjein.

### Felvétel
A Beatles 1969. január 2-án a Twickenham Filmstúdióban összegyűlt a forgatócsoport kíséretében, és elkezdett próbálni. Les Parrott operatőr így emlékezett vissza: „Az első napon az volt a feladatom, hogy „vegyem a Beatles-t”. A hangosító stáb utasításai szerint az első Beatle megjelenésétől kell felvenni, és egész nap hangot rögzíteni az utolsó távozásig. Két kameránk volt, és majdnem ugyanazt csináltuk." A Twickenhamben uralkodó hideg és zord körülmények, valamint a szinte állandó forgatás és a Beatles által kedvelt menetrendnél jóval korábban kezdődő munkamenetek korlátozták a kreativitást és fokozták a feszültséget a csoporton belül. Az üléseket később Harrison "minden idők mélypontjaként", Lennon pedig "a pokol... legnyomorúságosabb üléseként" jellemezte.
A hírhedt eszmecsere McCartney és Harrison között (amelyben Harrison nehezményezte McCartney-t, hogy utasította mit játsszon) január 6-án, hétfőn történt. Január 10-én, pénteken ebédidőben a feszültségek kiéleződnek, és Harrison közölte a többiekkel, hogy kilép a zenekarból. Ez az egész epizód kimaradt a filmből. Később így emlékezett vissza: "Azt hittem, képes vagyok egyedül boldog lenni, és ha nem vagyok képes boldog lenni ebben a helyzetben, akkor kimegyek innen. Így hát előkaptam a gitáromat, hazamentem, és aznap délután megírtam a „Wah-Wah”-t.” A próbák és a forgatás még néhány alkalommal folytatódott; az elkészült filmben csak McCartney és Starr boogie-woogie zongora duettjét használták fel, bár ez úgy került bele, hogy Harrison hiánya nem tűnt fel. A január 10-i próba vége felé Lennon felvetette az ötletet, hogy Eric Claptonn játsszon a szólógitáron, ha Harrison a következő hét elején nem csatlakozna újra a bandához. Lennont rögzítették a felvételen: "Ha George nem jön vissza hétfőn vagy kedden, akkor megkérjük Eric Claptont, hogy szálljon be", hozzátéve, hogy ez kedves lenne Clapton számára, mivel a Beatles, ellentétben Clapton előző csapatával, a Cream "ad neki teljes teret a gitározáshoz." Évekkel később Clapton elvetette ezt az ötletet: "A probléma az volt, hogy kötődtem George-hoz, vagy kapcsolatot alakítottam ki vele, különösen velük. Azt hiszem, ez megfelelt az ő és az enyém szükségleteinek, hogy fel tudja emelni magát azzal a sráccal, aki olyan lehet nekik, mint egy fegyverforgató. Lennon időnként a nevemet használta a befolyásomra, mintha én lennék a leggyorsabb fegyver. Szóval nem hiszem, hogy engem bele lehetett volna vinni az egészbe, mert túlságosan is George barátja voltam ."
A január 15-i megbeszélésen Harrison beleegyezett, hogy visszatérjen azokhoz a feltételekkel, amelyek értelmében el kell vetni a bonyolult koncertterveket, és folytatni fogják a munkát az Apple új stúdiójában. Ezen a ponton, a koncertközvetítés ötletének elvetésével úgy döntöttek, hogy a forgatás alatt álló felvételeket játékfilm készítésére használják fel. A forgatás január 21-én folytatódott az Apple főhadiszállásának alagsori stúdiójában, a londoni Savile Row-n. Harrison meghívta a billentyűs Billy Prestont a stúdióba elektromos zongorán és orgonán játszani. Harrison felidézte, hogy amikor Preston csatlakozott hozzájuk, "azonnal 100%-kal javult a hangulat a szobában. Az ötödik személy megléte éppen elég volt ahhoz, hogy megvágjuk a fagyos hangulatot, amit magunk között teremtettünk." A forgatás minden nap folytatódott január hátralévő részében.
Az ülések során a Beatles sok olyan dalt játszott, amelyek nem szerepeltek a filmben. Néhányan az Abbey Roadra került (I Want You (She's So Heavy), She Came in Through the Bathroom Window); másokat McCartney (The Back Seat of My Car, Teddy Boy, Every Night), Lennon (Gimme Some Truth, Child of Nature – később Jealous Guy-ként vált ismertté) és Harrison (All Things Must Pass, Isn't It a Pity) saját szólóalbumaikra szántak. A csoport kísérletezett néhány korábbi dalukkal is (Love Me Do, Help!, Lady Madonna, You Can't Do That), és eljátszották az I Lost My Little Girl-t – ez volt az első dal, amit McCartney írt még 14 éves korában.
A film végkövetkeztetésére törekedve azt javasolták, hogy a zenekar előre be nem jelentett ebédidőben adjon koncertet az Apple épületének tetején. Január 30-án a Beatles és a Preston a tetőn játszott a hideg szélben 42 percig, aminek körülbelül a fele a filmben kötött ki. A Beatles a Get Back próbájával kezdte, majd eljátszotta a filmben látható öt dalt. Az I've Got a Feeling és a Don't Let Me Down megismétlése után, amelyek kimaradtak a filmből, a Beatles a filmben a Get Back újabb belépővel zárul, miközben a rendőrség megérkezik, hogy lezárja a műsort. Január 31-én, a forgatás és felvétel utolsó napján a Beatles újra összeült az Apple épület alagsori stúdiójában. Teljes terjedelmében játszották a Two of Us, a The Long and Winding Road és a Let It Be című dalokat, amelyek az Apple stúdió szegmensének befejezéseként kerültek be a filmbe, a záró tetőtéri rész előtt.

### Utómunka
A film egy nagy részét 1969. július 20-án levetítették a Beatles számára. Lindsay-Hogg arra emlékeztetett vissza, hogy a durva vágás körülbelül egy órával hosszabb volt, mint a kiadott verzió: "Sokkal több volt John és Yoko, a másik három pedig nem "Nem igazán hiszem, hogy ez helyénvaló volt, mert egy "szebb" filmet akartak belőle csinálni. Nem akartak sok rossz felvételt, ezért sokat kivágtak belőle." A kiadott film megtekintése után Lennon azt mondta, hogy úgy érezte, hogy "a kameramunka úgy készült, hogy Pault mutassák meg, és ne másoknak", és hogy "az emberek, akik megvágják, úgy szerkesztik, hogy "Paul egy Isten", mi pedig csak heverünk." A Let It Be egy filmnek írta le, amelyet "Paul készített Paulnak", amely jellemző volt azokra a projektekre, amelyek saját és Harrison elidegenítésével a Beatles szakítását idézték elő.
Lindsay-Hogg kihagyott minden utalást arra, hogy Harrison elhagyta az üléseket és ideiglenesen kilépett a csoportból, de sikerült megtartania néhány interperszonális feszültséget az utolsó szakaszban, beleértve a McCartney–Harrison eszmecserét, amelyet úgy rögzített, hogy szándékosan elhelyezte a kamerákat, ahol nem voltak láthatóak. Megtartotta azt a jelenetet is, amelyet úgy jellemez, hogy "Paul tarkója, ahogy biceg, és John úgy néz ki, mintha mindjárt meghalna az unalomtól".
1970 elején úgy döntöttek, hogy a film és a kapcsolódó album tervezett nevét a Get Back-ről Let It Be-re változtatják, ami megegyezik a csoport 1970. márciusi kislemezével. A film végső változatát a teljes képarányú (1,33:1) 16 mm-es képarányról 35 mm-es filmre, 1,85:1 képarányra állították a moziban való megjelenéshez, ami növelte a film szemcsésségét. A szélesebb mozis képarány létrehozása érdekében a keret tetejét és alját levágták, így minden egyes felvételt át kellett helyezni az optimális képkompozíció érdekében.

## Filmzene
Míg a Let It Be című album számos, a filmben szereplő dalt tartalmaz, a legtöbb esetben különböző feldolgozásokról van szó. A film további dalokat is tartalmaz, amelyek nem szerepelnek az albumon.
A megjelenés sorrendjében felsorolt dalok, amelyek Lennon–McCartney szerzemények, kivéve ahol jelölve van:
- Paul's Piano Intro (Samuel Barber Adagio for Strings című dala alapján, és "Paul's Piano Piece" címen van említve a Let It Be... Naked albumon)
- Don't Let Me Down
- Maxwell's Silver Hammer[19]
- Two of Us[20]
- I've Got a Feeling[21]
- Oh! Darling
- Just Fun[22]
- One After 909
- Jazz Piano Song (McCartney/Starkey)
- Across the Universe[23]
- Dig a Pony[24]
- Suzy Parker (Lennon/McCartney/Harrison/Starkey)[25]
- I Me Mine (Harrison)[26][27]
- For You Blue (Harrison)[28][29]
- Bésame mucho (Consuelo Velázquez/Sunny Skylar)[30]
- Octopus's Garden (Starkey)[31]
- You've Really Got a Hold on Me (Smokey Robinson)[32]
- The Long and Winding Road[33]
- Zenei válogatás:
- Rip It Up (Robert Blackwell/John Marascalco)
- Shake Rattle and Roll (Jesse Stone, mint Charles E. Calhoun munkanevén említve)[34]
- Zenei válogatás:
- Kansas City (Jerry Leiber/Mike Stoller)[35]
- Miss Ann (Richard Penniman/Enotris Johnson)
- Lawdy Miss Clawdy (Lloyd Price)
- Dig It[36]
- Let It Be
- Get Back

## Megjelenése
A film világpremierje 1970. május 13-án volt New Yorkban. Egy héttel később a brit premiereket a liverpooli Gaumont moziban és a londoni Pavilionban tartották. A Beatles egyik premierjén sem vett részt. A Beatles Oscar-díjat kapott a Let It Be című filmért az A legjobb eredeti filmzene kategóriában, amelyet Quincy Jones fogadott el a nevükben. Emellett Grammy-díjat is nyert A legjobb eredeti zene kategóriában. A Recording Academy csak Lennont, McCartneyt és Harrisont jelölte meg díjazottként, mert azt hitték, hogy ők az egyedüli zeneszerzők. Tévedésből figyelmen kívül hagyták Starr írói hitelét a Dig It című dalnál.

## Kritikai fogadtatása
A Rotten Tomatoes értékelésgyűjtő webhelye szerint 12 kritikus értékelése alapján 75%-on áll, átlagosan 6,5 pontot kap a 10-ből. A Metacriticen a film súlyozott átlaga 69 pont a 100-ból, hét kritikus értékelése alapján, ami "általában kedvező kritikákat" jelent.
Leonard Maltin 4 csillagból 3-ra értékelte a filmet, "egyenetlennek" és "húzósnak" nevezte, de a Beatles zenéje "mentette meg". A TLA Video & DVD Guide szintén 4 csillagból 3-ra értékelte. A filmet az alábbi módon jellemezték: "lenyűgöző pillantást nyújt a világ leghíresebb rockegyüttesének utolsó napjaira, a Beatles nagyszerű dalaival és a legendás "tetőtéri" koncertsorozattal tarkítva... Minden zenerajongó számára fontos megtekintés." Owen Gleiberman, a Varietytől "rendkívülinek" tartja a filmet, és kijelenti, hogy "szemcsés volt, hangulatos és fergeteges... Olyan pillanatokat tartalmazott, amelyek többszöri megtekintés után [...] a lelkemben rejlenek." Hozzáteszi, hogy bár az utóbbi években nem adták ki a hazai médiában, "a [Let It Be]-nek helye van a filmtörténelemben; ez egy csapnivaló elégia, amely a Beatles történetének részét képező számonkérési pillanatot rögzíti."
Lindsay-Hogg 2003-ban elmondta az Entertainment Weekly-nek, hogy a Let It Be fogadtatása a Beatles táboron belül vegyes volt. Úgy vélte, McCartney-nek és Lennonnak is tetszett a film, míg Harrisonnak nem tetszett, mert „életének egy olyan időszakát jelentette ez, amikor boldogtalan volt... Ez volt az az időszak, amikor nagyon próbált kiszabadulni Lennon hüvelykujja alól – McCartney." Jann Wenner szerint Lennon sírt, amikor a filmet nézte a mozikban. 2007-ben McCartney kijelentette, hogy nem bírja megnézni a filmet.

## Otthoni forgalmazás

### Eredeti 1980-as évek otthoni megjelenése
A filmet először VHS, Betamax és LaserDisc formátumban adták ki  a Magnetic Video forgalmazásában 1981-ben, majd a RCA CED közreműködésében videolemezen 1982-ben. A videókazettára rögzített felvételt nem tartották jó minőségűnek; különösen, hogy a már kivágott mozi változatot ismét levágták 4:3-as képarányra a televízió sugárzás érdekében. Az elérhetőség hiánya a film jelentős bootlegként vált népszerűvé, először VHS-en, majd később DVD-n is, amely az 1980-as évek elején készült kiadások másolataiból származik.
A filmet VHS-en és Betamaxon is bemutatták Németországban, Hollandiában az 1980-as években. Ezek a verziók nem azonosak az amerikai kiadással, mivel az eredeti 16 mm-es negatív felvétel 4:3-as képarányán alapultak, így a filmet kevésbé megvágva mutatták be, mint az amerikai kiadások esetében.

### Antológiarészletek és lemondott Let It Be... Naked újrakiadás
A Let It Be című filmet az eredeti 16 mm-es filmnegatívból 1992-ben dolgozta át az Apple Corps. Néhány felvétel pedig az 1995-ös The Beatles Anthology című dokumentumfilmben látható. A további újrakiadást követően a tervek szerint a Let It Be... Naked 2003-as kiadásához egy további felvételeket tartalmazó DVD-kiadás is tervben volt (előzetesen Let It A, B, C néven), amely egy második bónuszanyagot is tartalmazott, de ez soha nem valósult meg. 2007 februárjában Neil Aspinall, az Apple Corps munkatársa így nyilatkozott: "A film annyira ellentmondásos volt, amikor először megjelent. Amikor a restaurálás feléhez értünk, megnéztük a kivágott részeket, és rájöttünk: ez a cucc még mindig ellentmondásos. Régi problémák."

### További újrakiadási kísérletek
Egy névtelen forrás 2008 júliusában azt állította a Daily Expressnek, hogy az Apple bennfentesei szerint McCartney és Starr akadályozta a film DVD-n való megjelenését. Mindketten aggódtak amiatt, hogy milyen hatással lesz a banda "globális márkájára... ha a közönség a történet sötétebb oldalát látja. Sem Paul, sem Ringo nem érezné jól magát, ha nyilvánosságra hozna egy filmet, amelyben a Beatles egymás idegeire megy... több civakodást bemutató extra felvétellel, de kérdéses, hogy Paul és Ringo élete során újra kiadják-e a filmet."
2016-ban azonban McCartney kijelentette, hogy nem ellenzi a hivatalos újrakiadást, és azt mondta: „Folyton felhozom, és mindenki azt mondja: „Igen, ezt kellene tennünk”. A kifogásnak nekem kell lennie. Én nem jövök jól ki ebből."

## Átalakulás a The Beatles: Get Back dokumentumfilmmé és Peter Jackson közreműködése
2018 szeptemberében McCartney kijelentette, hogy a Let It Be-t nagy valószínűséggel 2020-ban újra kiadják Blu-rayen és DVD-n, annak ötvenedik évfordulójával egy időben, és hogy elkészül a film "új verziója" olyan képsorokkal, amelyek nem jelentek meg korábban a mozi változatban filmben.
2019. január 30-án, a Beatles tetőkoncertjének ötvenedik évfordulóján jelentették be, hogy az új film az eredeti, 1969-es próbák „55 órányi soha nem látott felvétele és 140 órányi hanganyaga” köré épül fel. Peter Jackson rendezte, ugyanazokkal a restaurálási technikákkal, mint az I. világháborús nagysikerű dokumentumfilmje, az Akik már nem öregszeneket. A McCartney, Starr, Yoko Ono és Olivia Harrison közreműködésével készült dokumentumfilm célja az volt, hogy új szintű betekintést nyújtson a banda dinamikájába az album létrehozásának idején. Clare Olssen és Jabez Olssen, az Akik már nem öregszenek producere és vágója ismételten elvállalták feladataikat a filmben, míg Ken Kamins, Jeff Jones és Jonathan Clyde ügyvezető producerként működtek közre.
Jackson filmjét Lindsay-Hogg eredeti filmjének újraszerkesztett, újra kiadott változatát követi. Az új dokumentumfilmet 2020 márciusában jelentették be hivatalosan The Beatles: Get Back címmel, és a bemutató dátumát a forgalmazó, a The Walt Disney Studios eredetileg 2020. szeptember 4-re tűzte ki, de aztán a COVID-19 világjárványt érintő korlátozások miatt 2021. augusztus 27-re tették át. A moziban való megjelenést később törölték, a Disney+-on való bemutatás javára, amely háromrészes minisorozatként került fel 2021. november 25-én, 26-án és 27-én.

## Fordítás
Ez a szócikk részben vagy egészben  a   Let It Be (1970 film) című angol Wikipédia-szócikk fordításán alapul.  Az eredeti cikk szerkesztőit annak laptörténete sorolja fel. Ez a jelzés csupán a megfogalmazás eredetét és a szerzői jogokat jelzi, nem szolgál a cikkben szereplő információk forrásmegjelöléseként.

## Bibliográfia
- Bánosi György – Tihanyi Ernő: Beatles zenei kalauz. Az együttzenélés és a szólóévek. 1958–1999. Budapest: Anno Kiadó, 1999. ISBN 963-853-895-3
- The Beatles: Get Back. A Beatles szavaival. (szerk. John Harris, ford. Ipacs Tibor) Budapest: Helikon Kiadó, 2021. ISBN 978-963-479-672-5
- Ian Macdonald: A fejek forradalma. A Beatles és a hatvanas évek. (ford. Révbíró Tibor) Budapest: Helikon Kiadó, 2015. ISBN 978-963-227-468-3
- Marsi József: 100 Beatles–sztori...amit nem ismersz. magánkiadás, 2022. ISBN 978-615-01-6603-2

## Külső hivatkozások
- Let It Be az Internet Movie Database-ben
- Let It Be a Rotten Tomatoeson